# بايك جونغ-سوب
بايك جونغ-سوب (مواليد 5 يوليو 1980) هو ملاكم كوري جنوبي، مثّل بلاده في الألعاب الأولمبية الصيفية في دورتي 2004 و2008.

## روابط خارجية
بايك جونغ-سوب على موقع أوليمبيديا (الإنجليزية)